# Unité des Communes valdôtaines Évançon
Die Unité des Communes valdôtaines Évançon ist eine Vereinigung von insgesamt 9 Gemeinden in der italienischen Region Aostatal. Sie wurde von den in der Regel recht kleinen Gemeinden, die zumindest teilweise in Bergregionen liegen, gebildet, um die wirtschaftliche Entwicklung der Region zu stärken und die Abwanderung der Bevölkerung aufzuhalten. Weitere Aufgaben sind die Stärkung des Tourismus, des Naturschutzes und die Erhaltung der ländlichen Kultur.
Das Gebiet der Unité des Communes valdôtaines Évançon zählt insgesamt etwa 11.300 Einwohner.
Die Comunità umfasst folgende Gemeinden:
- Arnad
- Ayas
- Brusson
- Challand-Saint-Victor
- Challand-Saint-Anselme
- Champdepraz
- Issogne
- Montjovet
- Verrès